# Steven Rose
Steven Peter Russell Rose (Londres, 4 de julio de 1938-9 de julio de 2025) fue un neurobiólogo y profesor británico, director del Departamento de Biología y director del Grupo de Investigación del Cerebro y el Comportamiento de la Universidad Abierta del Reino Unido.

## Biografía
Rose nació en Londres de 1938, y fue educado en la Universidad de Cambridge (con doble titulación de primera clase en Bioquímica, 1959). Su interés científico en la comprensión del cerebro lo llevó a tener un doctorado en el Instituto de Psiquiatría de Londres (1961). Antes de unirse a la facultad en la Open University en 1969, realizó una investigación postdoctoral en la Universidad de Oxford (becario del New College), en la Universidad de Roma (NIH Fellow), y con el Consejo de Investigación Médica en Londres.[cita requerida]
Creó el Grupo de Investigación del Cerebro y el Comportamiento, que ha centrado su investigación en la comprensión de los mecanismos celulares y moleculares del aprendizaje y la memoria. Su investigación en este campo ha dado lugar a la publicación de unos 300 trabajos de investigación y varios honores y premios internacionales; entre ellos, la medalla Sechénov y la medalla Anojin (Rusia) y la medalla Ariens Kappers (Países Bajos). En el 2002 fue galardonado con la medalla de la Sociedad de Bioquímica por la excelencia en la comunicación pública de la ciencia. Durante su tiempo en la Open University también fue profesor visitante y contratado en la Universidad Nacional Australiana, la Universidad de Harvard, la Universidad de Minnesota (Profesor Visitante Distinguido Hill) y el Exploratorium de San Francisco (Osher Fellow).[cita requerida]
Fue miembro del Consejo de la Sociedad de Investigación de Defensa y miembro de COPUS, el Comité para la Comprensión Pública de la Ciencia. Fue el presidente 1996 de la Sección de Biología de la Asociación Británica para el Avance de la Ciencia.[cita requerida]
En su obra Lifelines, ofrece una poderosa alternativa a las pretensiones ultra-darwinistas de Richard Dawkins, E. O. Wilson, Daniel Dennett y otros. Rose argumenta en contra de un enfoque reduccionista extremo que haría del gen la clave para la comprensión de la naturaleza humana, a favor de una visión más compleja y más rica de la vida. Invita, en cambio, a centrarse en el organismo y, en particular, a la línea de vida del organismo: la trayectoria que lleva a través del tiempo y el espacio.[cita requerida]

### Ediciones en español
- Steven Rose (2001). Trayectorias de vida: biología, libertad, determinismo. Ediciones Granica. ISBN 9788475778693.
- Steven Rose (2008). Tu cerebro mañana. Cómo será la mente del futuro. Editorial Paidós. ISBN 9788449321702.[8]
- Steven Rose y Hilary Rose (2017). ¿Puede la neurociencia cambiar nuestras mentes?. Ediciones Morata. ISBN 9788471128416.
- Steven Rose y Hilary Rose (2019). Genes, células y cerebros. La verdadera cara de la genética, la biomedicina y las neurociencias. Ediciones IPS Karl Marx. ISBN 9789873958298.